# Torre de la Princesa
La Torre de la Princesa, o Torre des Freus, inicialment anomenada Torre Erskine, és una torre de guaita del tipus torre Martello, situada a la península de la Mola del Port de Maó (Menorca). El seu objectiu era defensar una retirada sobre la península de la Mola i, al mateix temps, protegir els desembarcaments a la zona des Freus, des de fora del port de Maó.

## Història
Es va construir el 1799, durant l'ocupació britànica de l'illa de Menorca, en temps del governador James Saint Claire-Erskine, de qui va prendre el seu nom inicial. Segurament va ser construïda pel capità D’Arcy, cap dels enginyers britànics. A mitjans del segle xix es va variar la seva estructura interior quan va quedar inclosa en el front de la Princesa de la fortalesa de la Mola.
La torre està mig enrunada a causa de la caiguda d'un llamp, que va fer deflagrar el magatzem de pólvora situat a la torre. Això va fer desaparèixer el matacà i la porta d'accés, però va deixar a la vista l'estructura de la torre.

## Descripció
De planta circular, era similar a la Torre de cala Teulera. Tenia planta baixa, intermèdia i terrassa per a una peça giratòria. La seva entrada era al nivell intermedi i la planta baixa s'emprava per a magatzem de pólvora, recanvis i queviures. A la planta intermèdia s'hi allotjava la guarnició i des de la terrassa es disparava el canó i es defensava l'accés a la torre. A mitjans del segle xix es va superposar sobre la terrassa d’artilleria una altra estructura, que al mateix temps que en reforçava la volta, adaptava el seu perfil al mur de la fortalesa. En el costat orientat cap as Freus, es va obrir una canonera per a un canó.